# ♒
♒ (Unicode U+2652) est le symbole pour la constellation du zodiaque du Verseau. Les deux traits parallèles représentent des ondes et peuvent être courbes ou droits.

## Histoire et mythologie
Le Verseau a été diversement identifié au fil de l'Histoire, la mythologie la plus courante veut qu’il soit Ganymède, un garçon ravissant dont Zeus tomba amoureux. Après son enlèvement du monde des mortels, Zeus en fait l'échanson des Dieux sur l'Olympe, celui chargé de servir le nectar. Plus tard, et pour honorer le jeune éphèbe, Zeus envoie son amant parmi les étoiles pour le rendre éternel,.
En alchimie, ce symbole désigne le processus d'union par multiplication,.